# Стирлинг, Дэвид
Сэр Арчибальд Дэвид Стирлинг (англ. Archibald David Stirling; 15 ноября 1915, Lecropt — 4 ноября 1990, Вестминстер, Большой Лондон) — альпинист, офицер британской армии и основатель Особой воздушной службы.

## Биография
Родился в Лекропте в семье Арчибальда Стирлинга и Маргарет Фрейзер, дочери Саймона Фрейзера, 13-го лорда Ловата, прямого потомка английского короля Карла II. Саймон Фрейзер, 15-й лорд Ловат, был его двоюродным братом.
Получил образование в католической школе-интернате Ampleforth College, проучился всего год в Тринити-колледже, после чего уехал в Париж, чтобы стать художником. Стирлинг тренировался для восхождения на Эверест, но участию в экспедиции помешала Вторая мировая война.
В 1937 году Дэвид Стирлинг вступил в Шотландский гвардейский полк. В 1940 году добровольно вызвался участвовать в операциях коммандос в составе британской армии. После того, как 1 августа 1941 года его командование было расформировано, он по-прежнему был убежден, что в военных конфликтах небольшая команда высокоспециализированных солдат может сделать больше, чем целый взвод обычных войск.
Не видя возможности доказать свою теорию обычным способом, он убедил Клода Окинлека поставить его во главе такой операции. Ему было поручено командование «Особым отрядом L, воздушной бригады особого назначения» (SAS), официально являвшейся батальонным подразделением существующих бригад в Северной Африке.
Первая операция подразделения по разведке в качестве десантников в тылу врага закончилась полным провалом. Только одна треть подразделения достигла назначенной точки сбора.
Изменив тактику, атакуя пешком под покровом ночи с помощью пустынной группы дальнего действия, подразделение в конце концов добилось успеха. Получив собственные внедорожники и маневренные небольшие грузовики, оснащенные пулеметами, SAS под руководством Стирлинга быстро стала страшной силой, действующей в тылу немецко-итальянской армии, уничтожив, среди прочего, около 250 самолетов и большое количество жизненно важных военных материалов, но, прежде всего, постоянным «шипом в плоти» войск Роммеля.
В январе 1943 года был захвачен немцами, но четыре раза бежал из плена, после чего был интернирован в Oflag IV-C в замке Колдиц до окончания войны. Командование SAS после пленения Стирлинга до конца войны приняли его брат Билл и североирландский боксер, регбист и адвокат майор Блэр («Падди») Мэйн, которого фельдмаршал Монтгомери представил к Кресту Виктории.
В 1947 году Стерлинг был переведен в резерв офицеров регулярной армии, ему было присвоено почётное звание подполковника, которое он сохранил до выхода в отставку в 1965 году.
Дэвид Стирлинг был посвящен в рыцари 30 декабря 1989 года и скончался в следующем году.

## Память
Дом Стирлинга в колледже Уэлбек назван в его честь.
В 2002 году в его честь был воздвигнут мемориал SAS, изображающий его стоящим на камне.
"Сеющим веселый хаос" в тылу противника характеризует его походя.